# Frente Feminina Antifascista da Iugoslávia

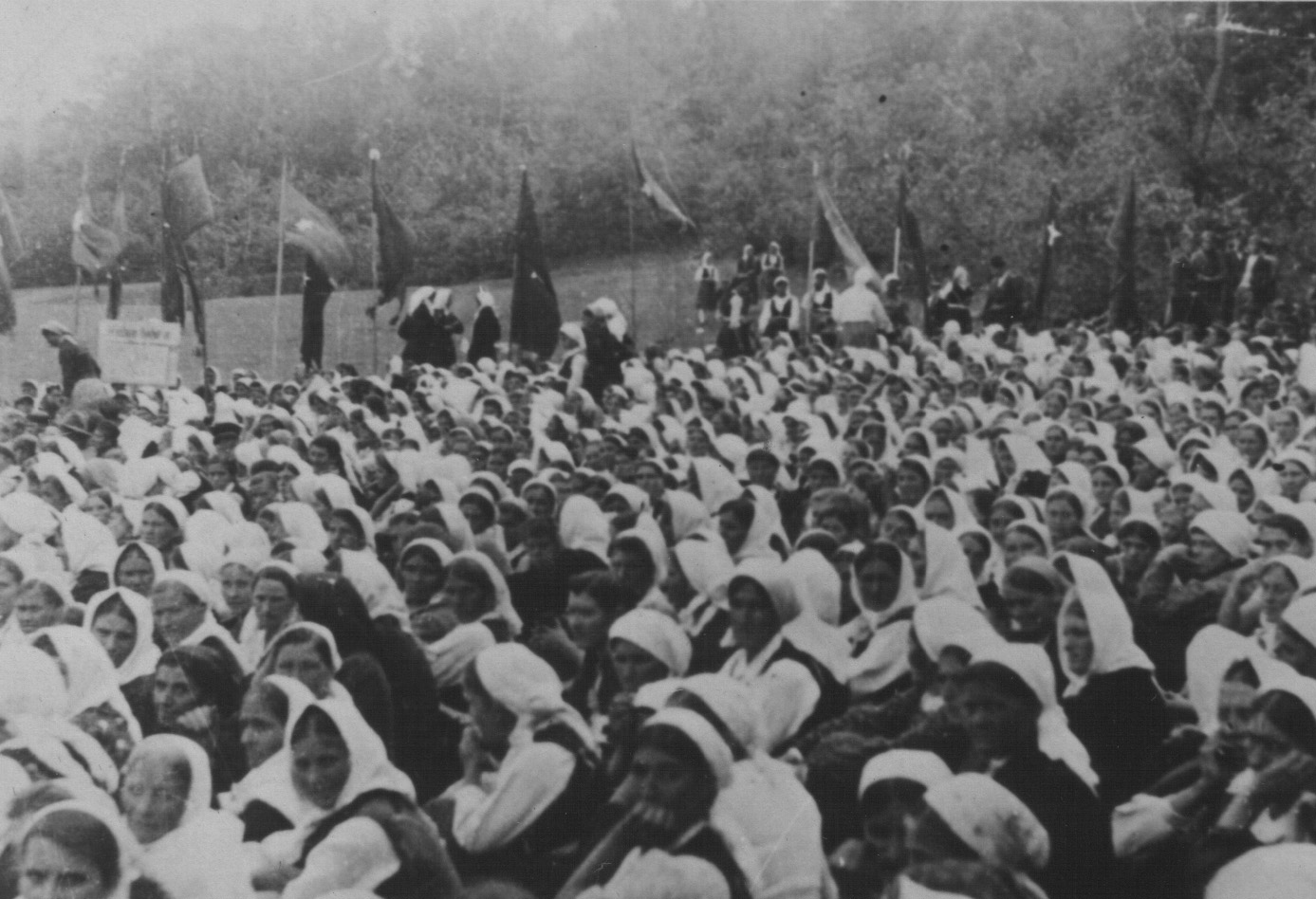
Um comício em Drvar em setembro de 1942

A Frente Antifascista Feminina (em servo-croata:  Antifašistička fronta žena, Антифашистички фронт жена, abreviado AFŽ/AФЖ; em esloveno:  Protifašistična fronta žensk; em macedônio/macedónio:  Антифашистички фронт на жените), foi uma organização de massas feminista e antifascista iugoslava. Predecessora de vários grupos de frente feminista na antiga Iugoslávia e de organizações atuais na região, a AFŽ esteve fortemente envolvida na organização e participação nos Partidários, na resistência comunista e multiétnica à ocupação nazista da Iugoslávia durante a Segunda Guerra Mundial.
Foi formada por voluntárias em 6 de dezembro de 1942 em Bosanski Petrovac na Primeira Conferência Nacional de Mulheres. 

## Nome
Nos seus primeiros dias, a organização chamava-se Organização Antifascista de Mulheres (AOZ). Na Croácia, a organização foi nomeada Frente Antifascista de Mulheres da Croácia.  Na Eslovênia havia vários títulos: Associação de Mulheres Antifascistas, Frente Antifascista de Mulheres, Frente Antifascista de Mulheres. Foi fundada sob o nome de Associação Eslovena de Mulheres Antifascistas. Havia também uma União Eslovena de Mulheres Anti-italianas. Na Macedônia, foi chamada de Frente Antifascista das Mulheres da Macedônia (Frente Antifašistički na ženite na Makedonija). Na Sérvia existia a Frente Antifascista de Mulheres da Sérvia, incluindo a Frente Antifascista de Mulheres da Voivodina (com sede em Subotica). 

## Estabelecimento
Antes da Segunda Guerra Mundial, muitas organizações de mulheres defendiam a paz, lutando contra as diferentes forças totalitárias que cresciam em toda a Europa. Durante a guerra, no entanto, muitas mulheres organizaram-se dentro do movimento antifascista e fortaleceram a sua posição. Isto é confirmado pelo primeiro documento do Quartel-General Supremo e do voluntário do Exército de Libertação Nacional da Iugoslávia, que na época era a autoridade suprema nos territórios libertados. Em vários documentos confirmou os direitos de voto activo e passivo das mulheres, que já possuíam antes de 1941, tal como previsto na Constituição, mas que não estavam autorizadas a exercer.
Diferentes estruturas femininas, que foram criadas em 1941 sob vários nomes, associaram-se em áreas mais amplas e, a partir de 6 de dezembro de 1942, realizaram a primeira Conferência Nacional de Mulheres. Na conferência participaram 166 delegados de toda a Iugoslávia, exceto da Macedônia, porque não ocorreram por questões tanto de distância quanto de segurança. Em seguida, a Conferência fundou a Frente Antifascista das Mulheres com o objectivo de mobilizar as mulheres para ajudar novas unidades, ajudar órgãos governamentais partidários, participar em acções armadas e de sabotagem, e para o desenvolvimento da "Fraternidade e Unidade" entre as mulheres.
Estes grupos foram descentralizados no que mais tarde se tornariam as repúblicas constituintes da República Socialista Federativa da Iugoslávia:

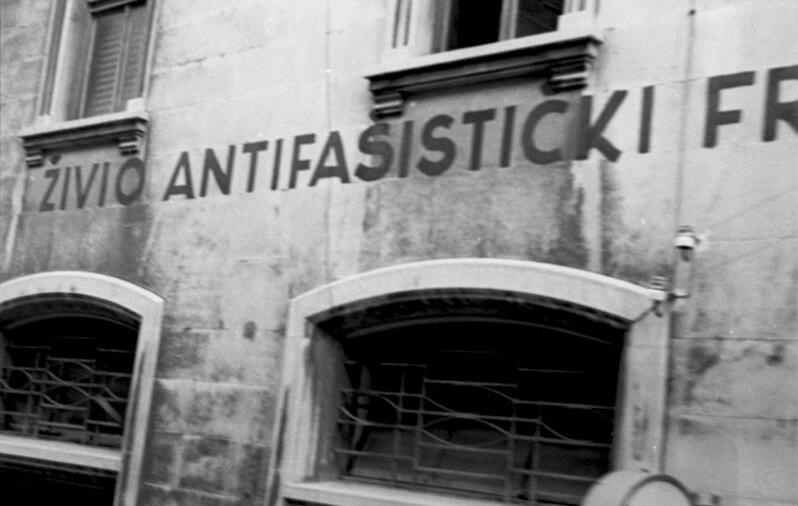
Uma inscrição apoiando a organização em Split, Croácia

- Frente Antifascista Feminina da Bósnia e Herzegovina
- Frente Antifascista Feminina da Croácia
- Frente Antifascista Feminina do Kosovo
- Frente Antifascista Feminina da Macedônia
- Frente Antifascista Feminina de Montenegro
- Frente Antifascista Feminina da Sérvia
- Frente Antifascista Feminina da Eslovênia
- Frente Antifascista Feminina da Voivodina

## Segunda Guerra Mundial
AFŽ desempenhou um papel influente na Segunda Guerra Mundial, após a Invasão da Iugoslávia. A NLA atraiu cerca de dois milhões de mulheres. Nas unidades militares, havia 110.000 mulheres. Durante a guerra, 2.000 mulheres tornaram-se oficiais. Os Comitês AFŽ também eram responsáveis pela coleta de roupas para o NOV, cuidavam de crianças, soldados feridos, trabalhavam como enfermeiras na linha de frente e executavam tarefas agrícolas. 

## Perdas
Dos 305 mil soldados mortos entre 1941-1945, 25 mil eram mulheres, e dos 405 mil feridos, 40 mil eram mulheres.

## Pós-guerra
A questão da igualdade jurídica não surgiu porque as mulheres, através da sua participação no movimento de libertação nacional, já tinham provavelmente alcançado certos direitos. Tudo isso depois dos regulamentos da FOCA sobre os princípios de igualdade consagrados nas constituições posteriores da "Nova" Iugoslávia, e em várias leis, o resultado da luta das próprias mulheres nas organizações de mulheres feministas e antifascistas antes da guerra, bem como da sua luta durante a guerra. AFŽ agiu para eliminar as consequências da guerra, a promoção da educação, a construção de novos edifícios residenciais, trabalhos culturais e outros. Em particular, foi a educação das raparigas e a oposição à discriminação e segregação das mulheres.

## Abolição
A Frente Antifascista das Mulheres foi abolida em seu Quarto Congresso (26-28 de setembro de 1953) em Belgrado, quando a decisão sobre o nome FOI mudado para Sociedades de Mulheres da Iugoslávia e acesso à Aliança Socialista dos Trabalhadores da Iugoslávia. A Frente foi repreendida por "atividades políticas supérfluas". Em vez disso, a AFŽ na República Socialista da Croácia atuou como União Croata de Sociedades de Mulheres (União de Mulheres Croatas), mais tarde conferência para a posição social das mulheres e da família dentro da conferência republicana SSRNH (Conferência para a Atividade Social das Mulheres Croatas). Houve um Comitê para a posição social da mulher e da família que realmente mantém. Em seu trabalho A Frente Antifascista Iugoslava de Mulheres (AFŽ): Legado, Lições e Alguns Insights, Andrea Jovanović explora a questão do legado da AFŽ e tenta explicar como e por que o legado da AFŽ desapareceu no período pós-iugoslavo. 